# Münsingen (Niemcy)

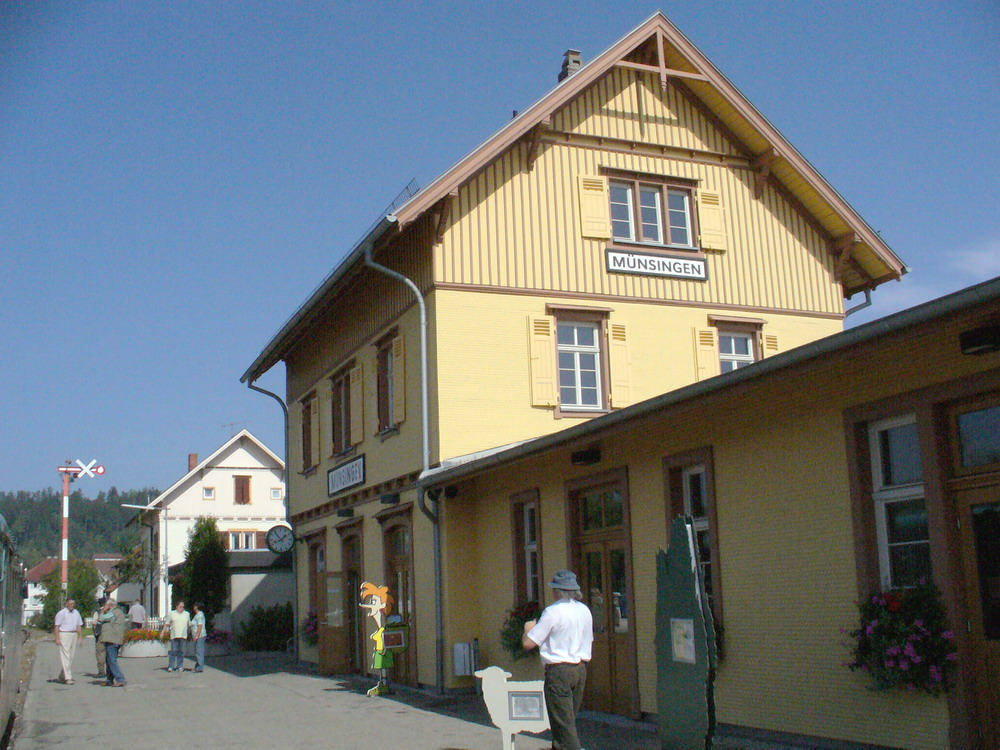
Dworzec kolejowy w Münsingen

Münsingen – miasto w Niemczech, w kraju związkowym Badenia-Wirtembergia, w rejencji Tybinga, w regionie Neckar-Alb, w powiecie Reutlingen, siedziba wspólnoty administracyjnej Münsingen. Leży w Jurze Szwabskiej, ok. 25 km na południowy wschód od Reutlingen.

## Dzielnice
Dzielnice miasta:
- Apfelstetten
- Auingen
- Bichishausen
- Böttingen
- Bremelau
- Buttenhausen
- Dottingen
- Dürrenstetten
- Gundelfingen
- Hundersingen
- Magolsheim
- Rietheim
- Trailfingen

## Współpraca
Miejscowości partnerskie:
- Beaupréau-en-Mauges, Francja
- Mezőberény, Węgry
- Münsingen, Szwajcaria